# هوهنتویل
هوهنتویل (به آلمانی: Hohentwiel) یک منطقهٔ مسکونی در آلمان است که در بادن-وورتمبرگ واقع شده‌است. هوهنتویل ۶۸۶ متر بالاتر از سطح دریا واقع شده‌است.